# Toyota Corolla Verso

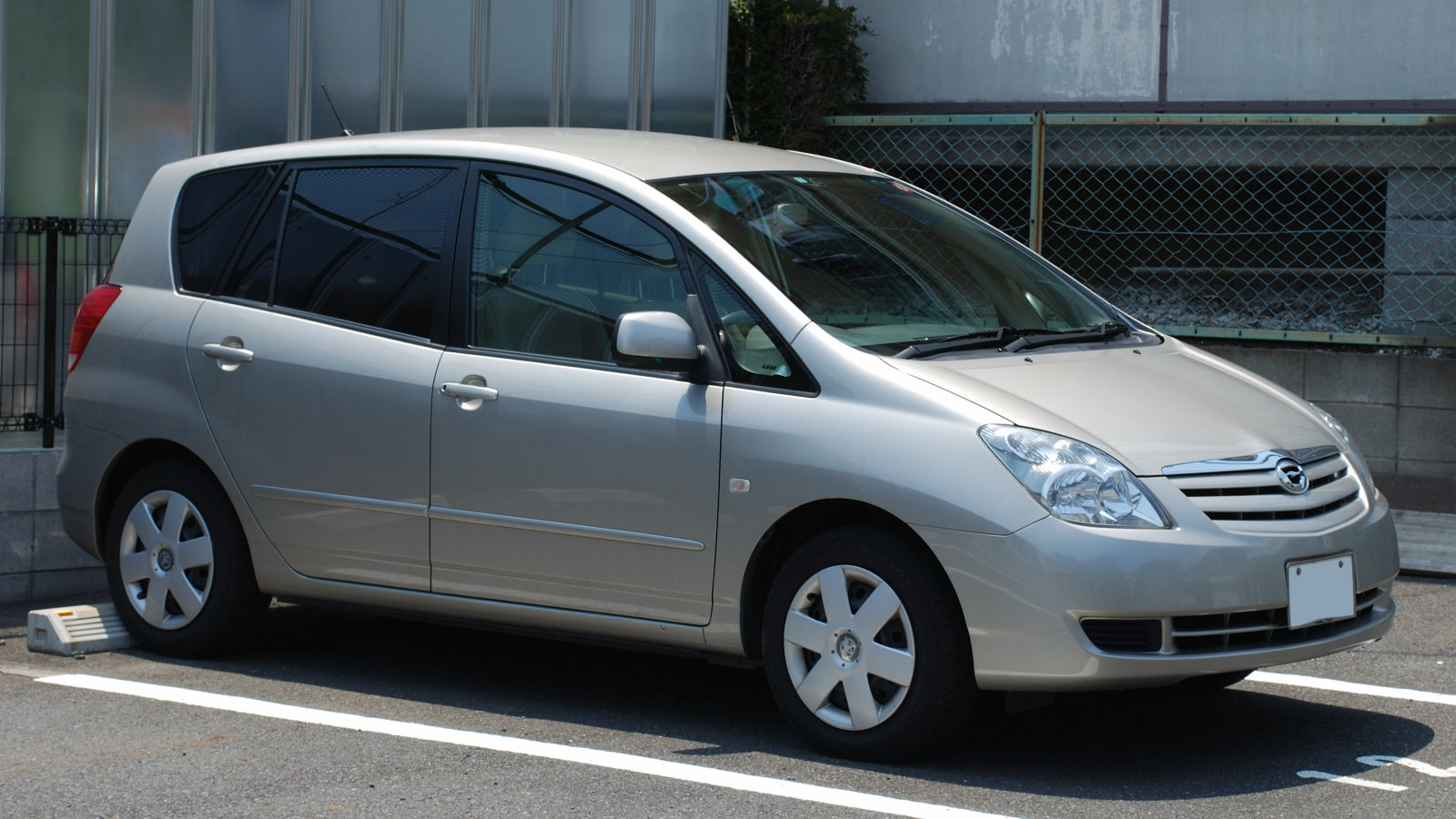
Corolla Verso I

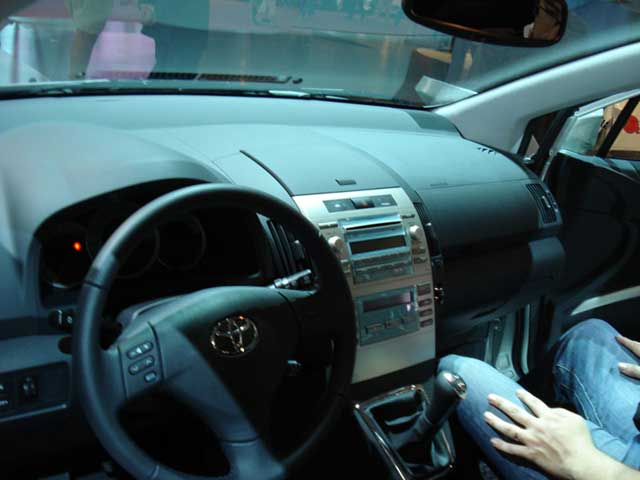
Interior del Corolla Verso II

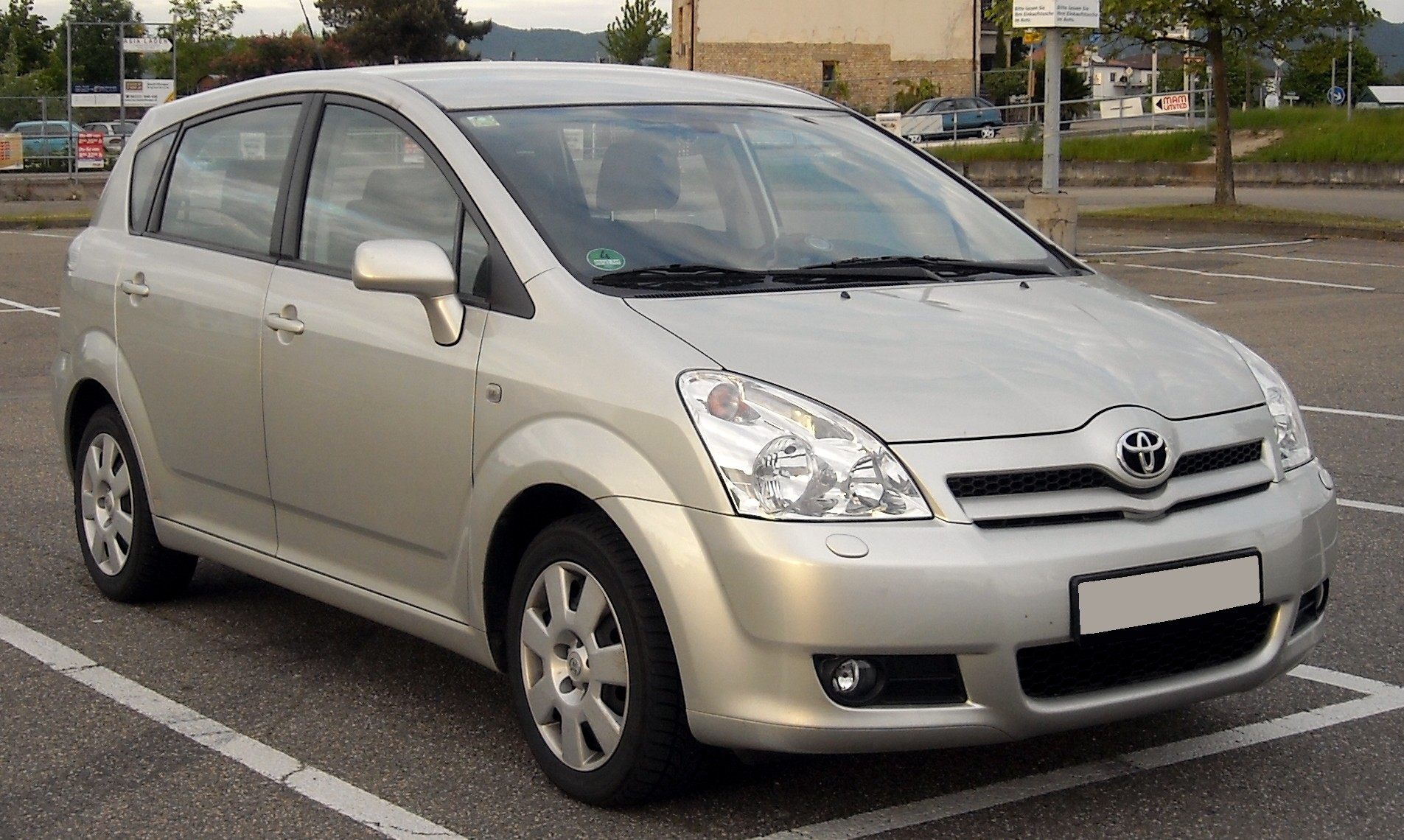
Exterior Corolla Verso II 1º restyling

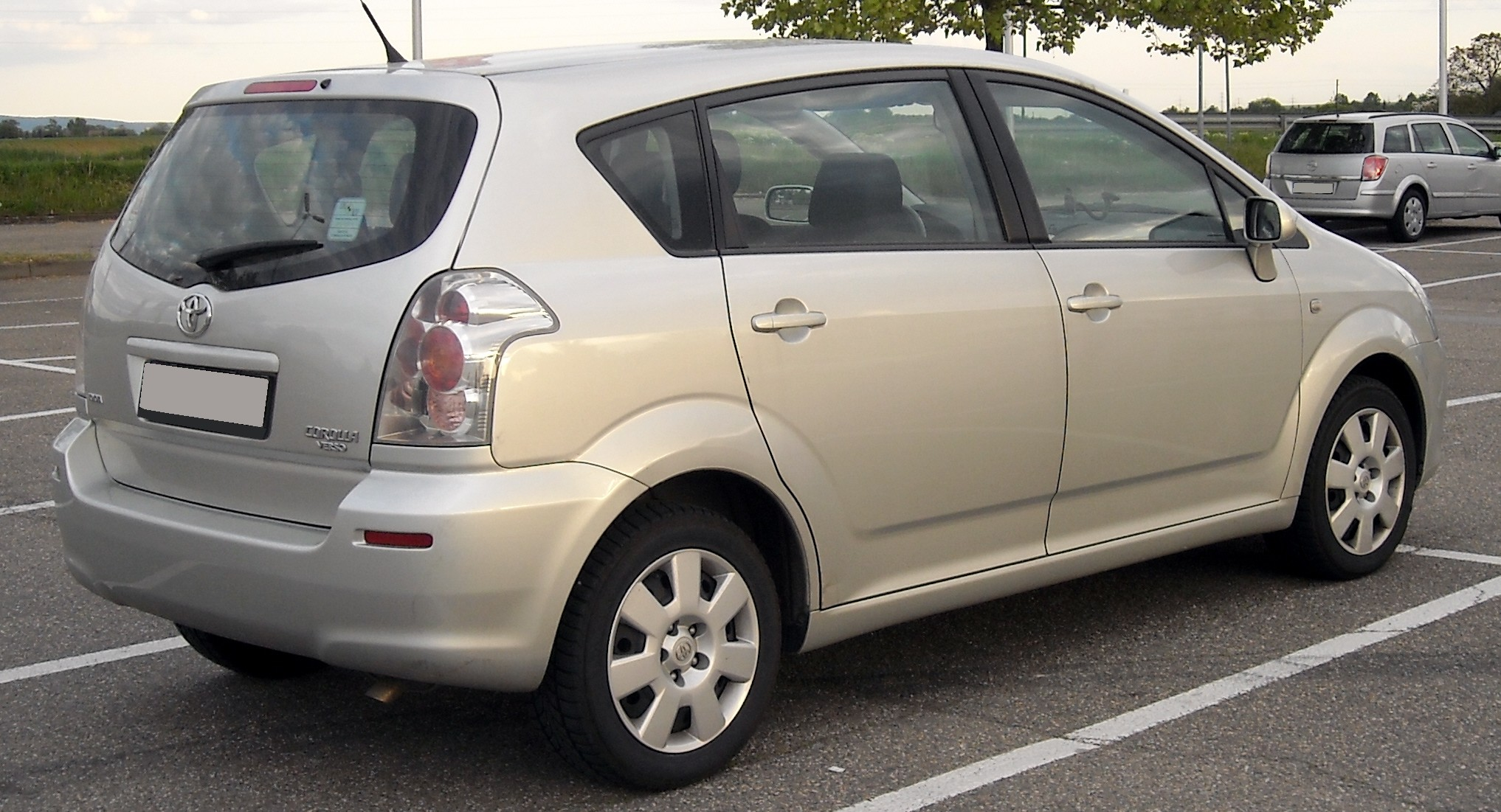
Exterior Corolla Verso II 1º restyling

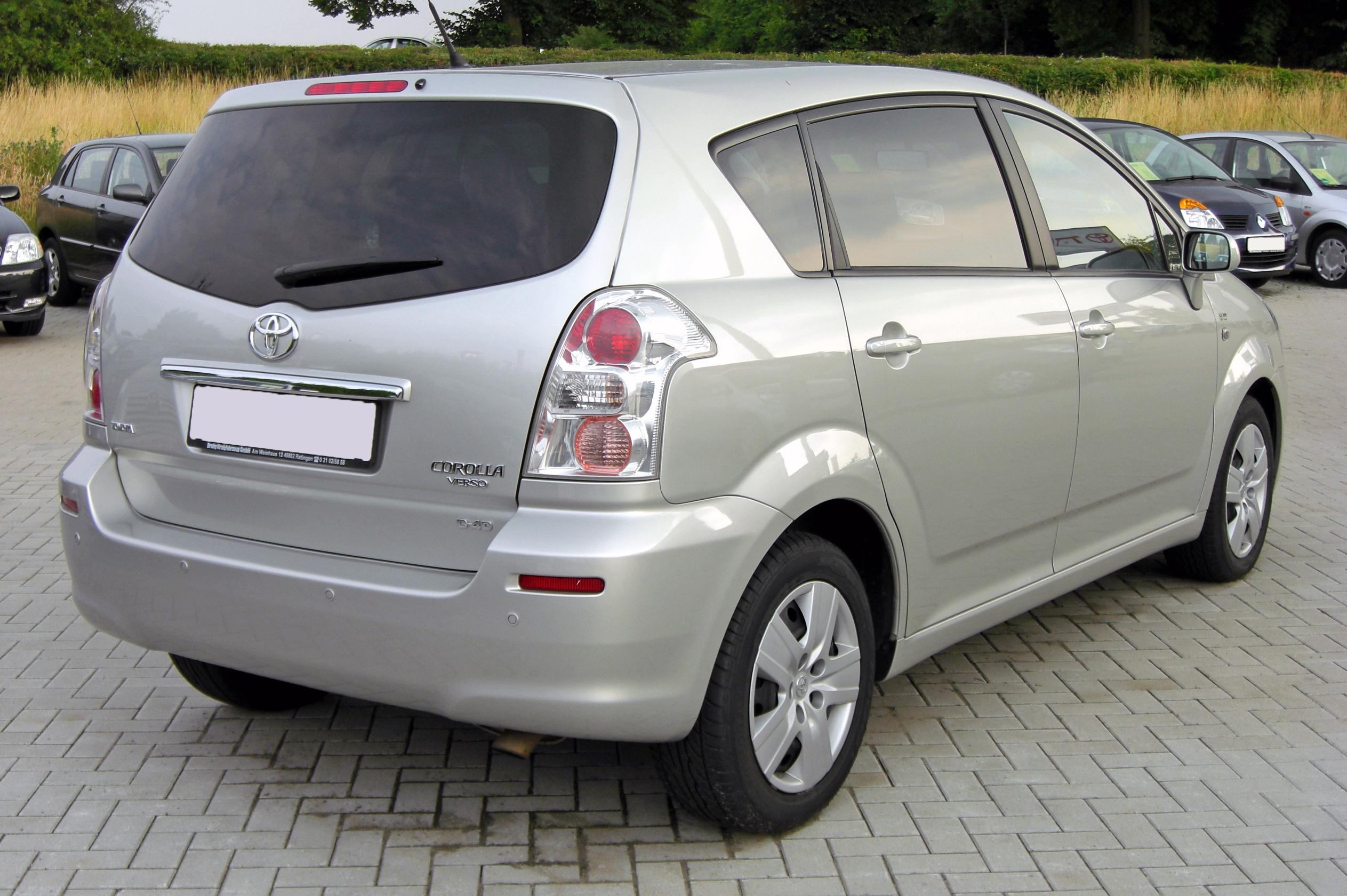
Exterior Corolla Verso II 2º restyling

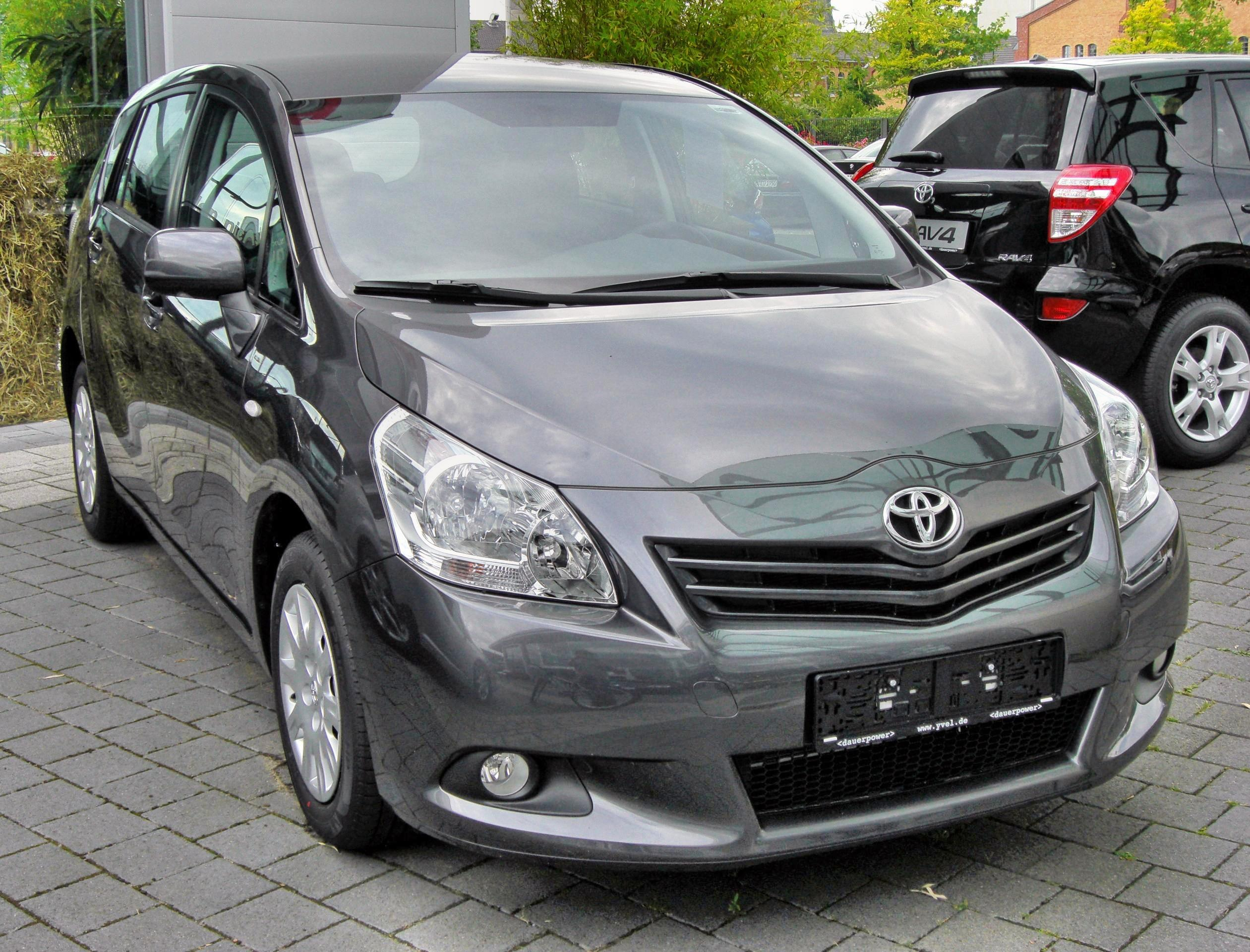
Exterior Corolla Verso III

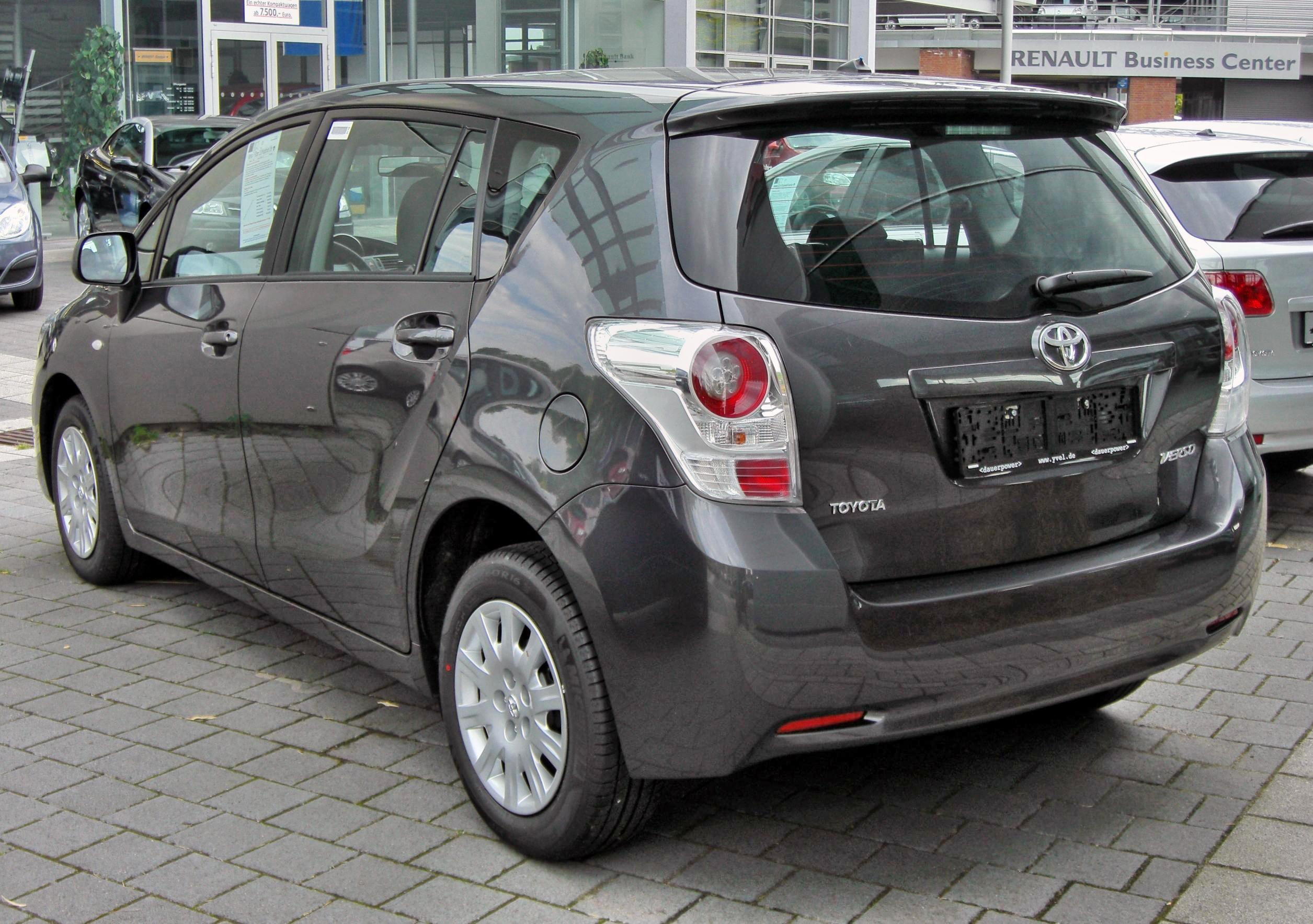
Exterior Corolla Verso III

El Toyota Corolla Verso és un monovolum del segment C desenvolupat pel fabricant d'automòbils japonès Toyota. El Corolla Verso venut en el mercat europeu és fabricat a Turquia i Regne Unit. La primera generació fou llançada al mercat en 2002,la segona en 2004, la tercera al juny del 2007 i la quarta al març 2008.

## Primera generació (2002-2004)
La primera generació del Corolla Verso és un monovolum de cinc places, totes elles independents. Aquest continua a la venda al Japó amb el nom Corolla Spacio.

### Equipament
En el mercat europeu es van oferir dos nivells d'acabat, dits Terra i Sol. Ambdós incloïen elevalunes davanters elèctrics, coixí de seguretat de conductor, acompanyant i laterals, ABS+EBD, tancament centralitzat, radiocd per a la versió Sol i radiocasset per a la versió Terra amb quatre altaveus, comandaments de la ràdio en el volant i comandament a distància. El nivell d'equipament Sol agregava climatitzador, elevalunes elèctrics del darrere, fars antiboira davanters i llandes d'aliatge de 15 polzades. El control de tracció, control d'estabilitat i l'assistent en frenada d'emergència era com opcional en la versió sol, solament amb motorització d'1,8 litres, L'aire condicionat era opcional en la versió Terra
També estaven disponibles 2 sistemes de GPS, unisc el TSN300, on eixia la informació per la mini-pantalla del radiocd i altre gran, un navegador de cotxe normal i corrent incrustat en el quadre de comandament.
Altres opcions de les quals es disposaven eren:
- Alarma
- Sensor d'aparcament
- Nevera portàtil
- Mans lliures
- Protector de maleter
- Carregador de CD
- Càmera de visió del darrere

### Motoritzacions
Per a aquesta generació, existien motoritzacions dièsel de 110 CV i gasolina de 139 i 177  CV de potència màxima, sent aquesta últimes les úniques amb possibilitat de transmissió automàtica.

## Segona generació (2004-Present)
La segona generació del Corolla Verse és comercialitzada principalment a Europa. Existeix en versions amb cinc i set places, la primera de les quals no es va vendre a Espanya. En el segon cas, la seua distribució de seients és 2-3-2, i les dues places del darrere es poden plegar i amagar-se sota el maleter mediant el sistema "Toyota Easy Flat-7".
Tots els models inclouen com equipament de sèrie nou coixí de seguretat, control de tracció, control d'estabilitat, ABS+EBD, assistent en frenada d'emergència, Sistema MICS (Minimum Intrussion Cabin System), punts d'ancoratge ISOFIX, discos de fre en les quatre rodes, i sistema de reducció de danys per fuetada cervical (WIL). El Corolla Verse rebé cinc estrelles de cinc en la prova de xocs del EuroNCAP.

### Equipament
Existeixen tres acabats diferents, cridats Luna, Sol i Sport. Els tres incorporen arrencada del motor mitjançant una targeta que s'introdueix en una ranura del tauler.
El nivell d'equipament Sol inclou també llandes d'aliatge de 16 polzades i pneumàtics 205/55, control de velocitat de creuer, climatitzador, passos de porta decorats, sensor de pluja i retrovisor electrocromàtic.
L'acabat Sport afig als anteriors llandes d'aliatge de 17 polzades i pneumàtics 215/50, tapisseria sport, volant i palanca de canvis folrades en cuir cosit en color plata, i llunes del darrere tintades.
Entre els accessoris opcionals estan disponibles càmeres de visió davantera i del darrere, que es veuen en la pantalla de la unitat GPS (també opcional) i ajuden a aparcar, i a l'hora d'eixir de carrers estrets sense visiblitat als laterals.
El GPS es manté igual que en la primera generació, disponible en versió radiocd (TSN 300) o navegador complet
En aquesta generació desapareix l'alarma com accessori.

### Motorizacions
Les versions actuals del Corolla Verso munten un motor de gasolina de 1.8 litres de cilindrada i 129 CV de potència màxima, o un motor dièsel de 2.2 litres de cilindrada i 136 CV o 177 CV de potència màxima.
Anteriorment es fabricava amb un motor dièsel de 2.0 litres de cilindrada i 116 CV de potència màxima.

## Primer Restyling (Juny 2007-Maig 2008)
A partir de juny del 2007 es presenta en el Saló de l'Automòbil de Barcelona el nou lliurament del Corolla Verso, aquesta vegada amb canvis menors en respecte a les seues altres versions.
Mes que una nova generació del corolla vers, és un restyling de la segona generació, ja que els canvis, encara que importants, són menors
En el tema de mesures del vehicle, és solament 1Cm més llarg que la 2a generació, únicament a causa del canvi del paracolps davanter, ja que el darrere, és li mateix.

### Motoritzacions i Exterior
Els motors Dièsel inclouen un Filtre dit Diésel Particulate Filter(DPF) i un catalitzador sobre el motor 2.2 D-4D 136 CV per a poder seguir mantenint la política anti-contaminació que Toyota aquesta mantenint actualment.
En aspecte exterior canvia el paracolps, on es reflecteix l'aspecte del nou Toyota Auris, una barra cromada en el portó del darrere, els antiboira centrats, noves llandes i una graella davantera més esportiva. Canvien les òptiques tant davanteres com les del darrere lleugerament, on per a la versió sport són específiques.
En el tema de la pintura, cap destacar que s'inclouen 5 nous colors.

### Interior
En l'apartat de l'interior, incorpora un Climatitzador Bi-Zona, un nou sistema d'àudio on incorporara per fi l'esperat, entre molts usuaris, Mp3 i WMA, es redissenya la zona del Climatitzador, i es millora l'accessori de la càmera d'ajuda en els creus i d'aparcament.
Nou sistema Bluetooth amb funcions vocals, també es millora el navegador GPS on s'incorporen funcions de veu en 10 idiomes. També se li afig una tapisseria nova per a la versió Sol, ja que anteriorment la comprarien les versions Sol i Lluna.

### Actualització posterior del model
Uns mesos després al Corolla Verso del Restiling, s'afegiren a l'equipament de sèrie amb Bluetooth controlats pel volant, Sensors d'aparcament Del darrere i connector d'ipod

## Segon Restyling (maig 2008-maig 2009)
Al maig del 2008 es presenta el nou model de Corolla verso, si en l'altra "reforma" li toque a l'apartat interior canviant el RadioCd i el Climatitzador, aquesta vegada li toca a l'exterior, eliminant les Barres longitudinals que duia en el sostre i canviant les opcions de sèrie del vehicule.
S'elimina el Retrovisor interior electrocromàtic en la versió Sol, s'afig una millor ràdio, però s'eliminen accessoris que duia originalment.
Apareix un nou color platejat, quedant 2 colors platejats: Plata fosc i Plata MT Metal·litzat.
Modificacions de les 3 versions: 
- Lluna:

- Aire condicionat.
- Elevalunes elèctrics Davanters.
- Tapisseria "Marotex"
- Parasol interior amb espill i tapa.
- Sol:

- Climatizador Dual.
- Elevalunes elèctrics davanters i del darrere
- Radiocd MP3 amb carregador de 6 cd's frontal
- Noves llandes 16"
- Sensor aparcament davanter i del darrere
- Control de creuer
- Llunes del darrere Enfosquides
- Eliminació del connector d'Ipod
- Eliminació del Sensor de pluja.
- Parasol interior amb espill, llum i tapa.
- Reprosabraços per als seients davanters.
- Tapisseria "Trhill".
- Sport:

- Tot el que duu la versió Sol.
- Sensor de pluja.
- Llandes 17" de 5 ràdios enfosquides.
- Volant i canvi de marxes cosit en fil color plata.
- Fars davanters enfosquits.
- Retrovisor interior electrocromàtic.
- Tapisseria "Sport"
- Radiocd Mp3 Amb DSP, potència de 40x4W i 6 altaveus.

## Tercera generació (Maig 2009-Present)

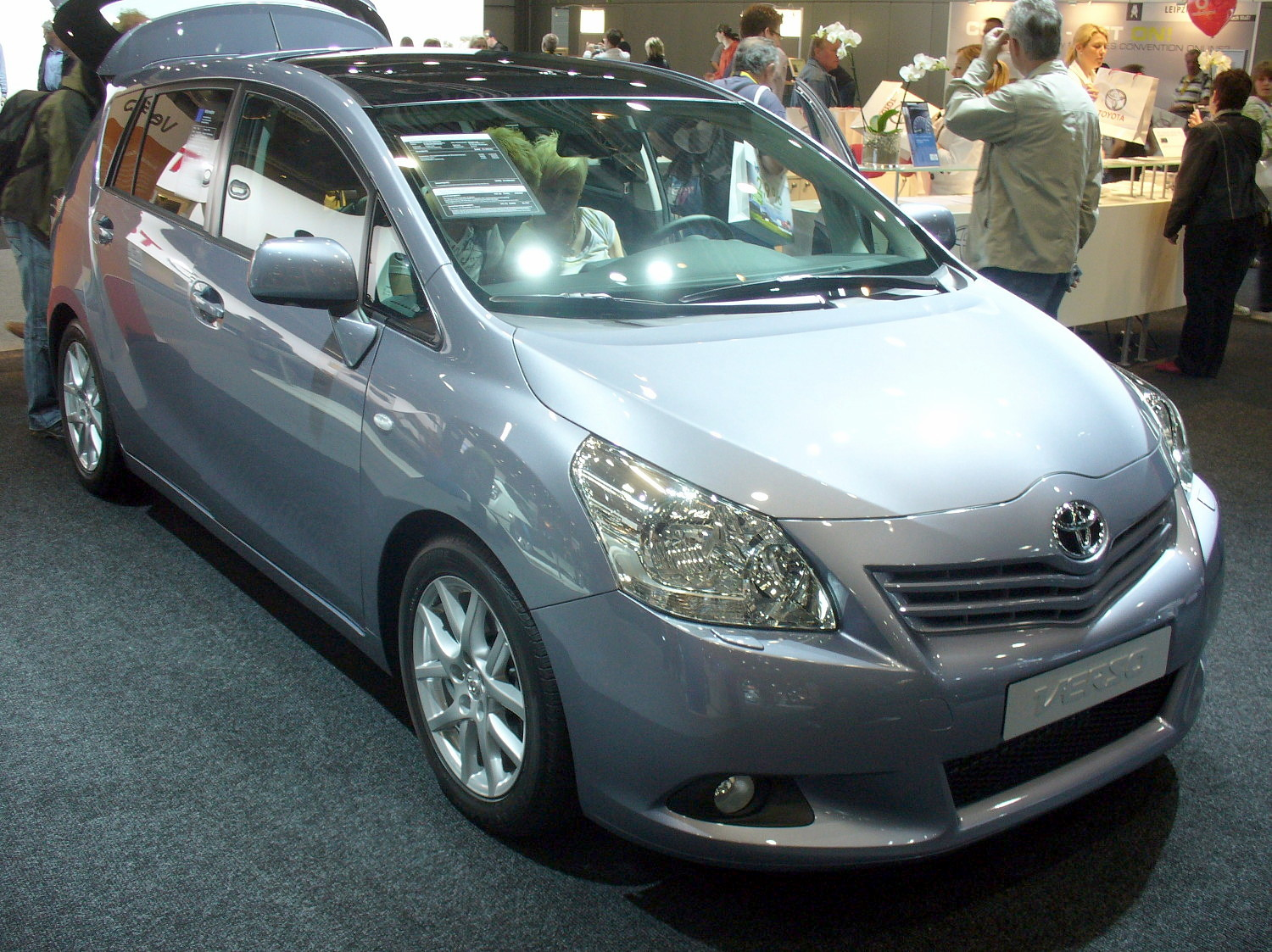
Toyota Verso

En el saló de Ginebra del 2009 es presenta en societat el nou Vers de toyota, perdent el nom de Corolla, demostrant que a poc a poc toyota vol "oblidar" el corolla
adaptant-se a les noves tendències i afegint els accessoris que altres monovolumes tenien i el Corolla Verso no.
Es creen les versions live, active i advance, en comptes de lluna i sol

### Motoritzacions i Exterior
Els motors passen a ser 1.6 Gasolina, 1.8 Gasolina, 2.0 Dièsel i 2.2 dièsel, els gasolina tenen una potència de 132 i 147Cv respectivament i els dièsel 126 i 150Cv respectivament.
Cap d'ells baixa dels 10 segons en el 0-100 es fan més ecològics, ja que les emissions de Co2 van des de 140 a 178g/km i els seus consums des de 5.4 a 7 litres/100.
En l'apartat exterior, el canvi és bastant notori, tornen a aparèixer els pilots del darrere arrodonits de la segona generació i adapta una graella davantera amb l'aire de l'avensis.
les portes del darrere perden la possibilitat de baixar tot el cristall sencer, ara hi ha una zona fixa que no baixa, mentre que en les altres generacions baixava completament.
El vehicule passa a ser alguna cosa més gran en longitud.
La versió live no duu antiboires, xenon ni cristalls foscs, l'active si que duu els fars antiboires i l'advance és la superior que opcionalment pot dur xenon. En totes les versions es pot muntar les barres longitudinals, sempre que no es demane el sostre panoràmic (excepte versió live, que no pot muntar el sostre panoràmic).
El sensor de pluja i el de llums és únicament per a la versió advance i les llums del darrere són de LED's.

### Interior
La versió live duu aire condicionat, però no duu control de creuer amb limitació de velocitat, ni elevalunes darreres elèctrics ni una tauleta en la part posterior dels seients davanters. Tampoc pot muntar el sostre panoràmic, m duu reposacaps en el seient central del darrere, manca de presa de 12v en la part del darrere. Es poden triar 5 o 7 seients.
En l'apartat d'àudio no disposa ni de bluetooth ni de connector d'ipod i la ràdio és de 4 altaveus.
La versió active passa a tenir aire climatitzad, indicadors de marxa engranada i marxa recomanada, el volant passa a tenir els controls de la ràdio i els elevalunes del darrere són elèctrics. Es poden triar 5 o 7 seients.
En l'apartat d'àudio la ràdio passa a tenir 6 altaveus, duu bluetooth i connector d'ipod
Els seients davanters passen a tenir reposabraços i la guantera davantera té una entrada d'aire per a refrigerar les begudes.
la versió advance duu el mateix que l'active, mes unes cortinetes en les finestres del darrere i el sistema d'arrencada sense clau i seients tèrmics en les places davanteres. També disposa de sierie alarma i 7 places obligatòriament.
Les versions de 7 places perden la roda de recanvi i passa a tenir un kit anti-burxades
En el tema de seguretat no hi ha opcions ni variacions en les 3 versions, totes duen 7 coixins de seguretat, control de tracció, control d'estabilitat, abs, assistència en frenada i ancoratges ISOFIX.

## Especificacions

### Motors
| Generació | Motor     | Tipus    | Canvi                   | Potencia | Par motor | Versions disponibles   |
| --------- | --------- | -------- | ----------------------- | -------- | --------- | ---------------------- |
| 1ª        | 2.0 D-4D  | Gassoli  | Manual 5                | 90 CV    | 215 Nm    | Terra i Sol            |
| 1ª        | 1.6 VVT-i | Gasolina | Manual 5                | 110 CV   | 150 Nm    | Terra i Sol            |
| 1ª, 2ª    | 1.8 VVT-i | Gasolina | Manual 5                | 129 CV   | 170 Nm    | Luna i Sol             |
| 1ª, 2ª    | 1.8 VVT-i | Gasolina | Automatico              | 129 CV   | 170 Nm    | Luna i Sol             |
| 2ª        | 2.0 D-4D  | Gasóleo  | Manual 5                | 116 CV   | 280 Nm    | Luna i Sol             |
| 2ª        | 2.2 D-4D  | Gasóleo  | Manual 6                | 136 CV   | 310 Nm    | Luna i Sol             |
| 2ª        | 2.2 D-CAT | Gasóleo  | Manual 6                | 177 CV   | 400 Nm    | Sport                  |
| 3ª        | 1.6 DOCH  | Gasolina | Manual 6                | 132 CV   | 160 Nm    | live, active i advance |
| 3ª        | 1.8 DOCH  | Gasolina | Manual 6 i multidrive S | 147 CV   | 180 Nm    | active i advance       |
| 3ª        | 2.0 D-4D  | Gasóleo  | Manual 6                | 126 CV   | 310 Nm    | live, active i advance |
| 3ª        | 2.2 D-CAT | Gasóleo  | Autodrive S             | 150 CV   | 340 Nm    | active i advance       |

### Grandàries i pesos
| Generació | Llarg   | Ample   | Alt     | Ample via davantera | Ample via del darrere | Pes aprox    | Pes màxim | Radio de gir |
| --------- | ------- | ------- | ------- | ------------------- | --------------------- | ------------ | --------- | ------------ |
| 1ª        | 4240 mm | 1705 mm | 1610 mm | 1480 mm             | 1460 mm               | 1250–1420 kg | 1800 Kg   | 10,2 m       |
| 2ª        | 4360 mm | 1770 mm | 1660 mm | 1505 mm             | 1495 mm               | 1365–1565 kg | 2165 kg   | 5,8 m        |
| 3ª        | 4440 mm | 1790 mm | 1620 mm | 1535 mm             | 1545 mm               | 1465–1665 kg | 2200 kg   | 5,4-5,6 m    |